# Rebeca Baceiredo
Rebeca Baceiredo Pérez (Orense, 19 de diciembre de 1979) es una filósofa y ensayista española. En 2005 ganó el Premio Ramón Piñeiro de Ensayo por su obra O suxeito posmoderno . Entre a estética e o consumo, y en 2011 el Premio Extraordinario de Doctorado por su tesis sobre Gilles Deleuze.

## Trayectoria
Nació en 1979 en Orense. Se licenció en Ciencias de la Comunicación por la Universidad de Santiago de Compostela. Posteriormente, se doctoró en 2011 con la tesis titulada Achegas onto-éticas para a liberación do suxeito. Unha aproximación a partir da filosofía de Gilles Deleuze, sobre la figura del filósofo francés Gilles Deleuze, con la que ganó el Premio Extraordinario de Doctorado.
Al mismo tiempo, hizo un posgrado en Teoría y Práctica de la Interpretación y un máster en Arte Contemporáneo, museología y crítica en la misma universidad y en colaboración con el Centro Gallego de Arte Contemporáneo (CGAC).
En 2007 inició su carrera como docente, que compagina con su faceta como escritora y ensayista

## Filosofía
Baceiredo forma parte de la escuela de filosofía de Gilles Deleuze. En su tesis doctoral, la comprensión de los conceptos que forman parte de la metafísica propuesta por el filósofo francés le permite intentar aproximarse a la investigación de la ontología y el poder.

#### Filosofía de la diferencia
Baceiredo se interesa por invertir la relación tradicional entre identidad y diferencia, en contraposición a la filosofía convencional que veía la diferencia como derivada de la identidad. Deleuze sostiene que todas las identidades son efectos de la diferencia, que se despliega a través de ideas virtuales y condiciones de la experiencia real, creando espacios, tiempos y sensaciones presentes. Su concepto de diferencia no es una abstracción de la experiencia, sino un sistema real de relaciones diferenciales.
Deleuze destaca la importancia de su propuesta ética y política, cuestionando la noción del individuo como una detención de la diferenciación y abogando por comprender a los individuos como productos de deseos y poderes preindividuales. En su obra Post-scriptum sur les sociétés de contrôle, describe el cambio hacia estructuras de control en la sociedad, donde la coerción y la disciplina se ejercen a través del monitoreo y seguimiento continuo de las personas. Propone la afirmación de la realidad mediante la desestabilización de identidades establecidas y la maximización del poder individual, destacando la creatividad como elemento central en su práctica. Además, plantea la necesidad de modificar los estados de cosas actuales a través de propuestas ontológicas y éticas que permitan la liberación de una subjetividad encadenada a contextos externos.

#### Obra filosófica
En A revolución non vai ser televisada de 2013, Baceiredo presenta la idea de que la revolución tiene que llegar al sujeto como punto de encarnación del poder, por lo que queda desprovisto de intención. Propone transmutar valores, no llevar a cabo una inversión, sino instalarse en un nuevo plano ontológico y ético en el que decir sí a la vida, aliviándola del peso de los deseos. Se trata de entender, con Nietzsche, que el mundo ni es verdadero ni es real, sino que está vivo.
En Capitalismo e Fascismo. Psico-ontoloxía da escravitude de 2015, analiza cómo el sistema capitalista perfecciona el poder a través de la producción de subjetividad y la configuración de la subjetivación de los trabajadores mediante una aparente libertad que respeta la diferencia individual. Además, destaca la importancia de la teoría para comprender y cuestionar el desequilibrio entre el desarrollo humano y el desarrollo técnico en la sociedad capitalista.
A verdade errada e a representación errante de 2018, Baceiredo explora la modernidad, la producción de conocimiento y los regímenes de verdad, cuestionando la oposición entre verdad y ficción. Se analiza la fragmentación ontológica de la representación, la subjetivación digital y la posibilidad de un discurso autónomo frente a la reproducción de ficciones arquetípicas, planteando si el sujeto puede hablar desde fuera de sí mismo o solo desde la autorreflexión.
Finalmente, en Como não ser tranquilamente, human@s. Técnica e Política da Antiguidade à Era Neoliberal de 2021, examina la relación entre la concepción de la técnica, el antropocentrismo y el pacto social, y cómo esto afecta tanto a la ciudadanía como a la distribución del trabajo. Se plantea que la tecnología, que antes se consideraba como una capacidad humana, ahora se ha vuelto autónoma y ajena al ser humano, formando parte de la estructura productiva capitalista y vinculada al nihilismo reactivo.

## Obra

### Ensayo
- 2006 – O suxeito posmoderno. Entre a estética e o consumo. Editorial Galaxia. ISBN 978-84-8288-932-0.
- 2011 – (repeat to fade). Estaleiro Editora. ISBN 9788461502219.
- 2013 – A revolución non vai ser televisada. Euseino? Editores. ISBN 978-84-616-4175-8.
- 2014 – E meterei a miña Lei no seu peito. Estaleiro Editora. ISBN 978-84-616-9096-1.[14]
- 2015 – Capitalismo e fascismo. Psico-ontoloxía da escravitude. Euseino? Editores. ISBN 978-84-608-3263-8.[15]
- 2016 – Oiko-nomía do xénero. Relato das clausuras. Axóuxere. ISBN 978-8494476334.[16]
- 2018 – A verdade errada e a representación errante. Euseino? Editores. ISBN 978-84-945621-7-4.
- 2019 – Animais de estimação e bestas de companhia. Através. ISBN 978-84-16545-26-1.
- 2021 – Como não ser, tranquilamente, human@s. Técnica e política da Antiguidade à era neoliberal. Através. ISBN 978-84-16545-56-8.[17]
- 2022 – Clarice Lispector: intuicións ontolóxicas. Euseino? Editores. ISBN 978-84-121580-9-0.
- 2023 – Os corpos inscritos e os textos escritos. Xénero, moda e literatura. Edicións Xerais.  ISBN 978-84-1110-157-8.[18]
- 2024 - Mueve tus labios en la plegaria. Saber ligero en el siglo XXI. Editorial Tercero Incluido. ISBN 978-84-126833-4-9 [19]

### Tesis doctoral
- 2011 – Achegas onto-éticas para a liberación do suxeito. Unha aproximación a partir da filosofía de Gilles Deleuze. Servizo de Publicacións e Intercambio Científico. ISBN 978-84-9887-635-2.[7]

### Poesía
- 2016 – O canto da Sibila. Galaxia, Dombate. ISBN 978-84-9865-725-8.[20]
- 2019 – Libro de horas. Urutau. ISBN 978-85-7105-055-6.[21]
- 2022 – Who the fuck is Alice? Urutau. ISBN 978-65-5900-359-4.[22]

### Narrativa
- 2020 – Éxodo. Ápeiron Ediciones. ISBN 978-84-122067-2-2[22]

## Reconocimientos
Baceiredo ha recibido diversos reconocimientos, entre los que se destacan el Premio Ramón Piñeiro de Ensayo en 2006 por su obra O suxeito posmoderno. Entre a estética e o consumo, así como la nominación como finalista en los Premios de la Asociación de Escritores en Lengua Gallega al año siguiente por el mismo libro. En 2011, fue galardonada con el Premio Extraordinario de Doctorado por su trabajo titulado Achegas onto-éticas para a liberación do suxeito. Unha aproximación a partir da filosofía de Gilles Deleuze. 
Además, recibió el Premio al mejor ensayo de 2013 otorgado por la Asociación de Escritoras y Escritores en Lengua Gallega por su obra A revolución non vai ser televisada. En 2017, volvió a ser finalista en los Premios de la Asociación de Escritores en Lengua Gallega por su libro Oiko-nomía do xénero. Relato das clausuras y en 2024 con Os corpos inscritos e os textos escritos. Xénero, moda e literatura.